# الفساد في أرمينيا
تضاءل الفساد في أرمينيا إلى حد كبير في الفترة الأخيرة، إلا أنه يبقى مشكلة قائمة في البلاد. وعلى الرغم من هذا، سجل معدل محاربة الفساد في أعقاب الثورة الأرمنية في عام 2018 تقدمًا ملحوظًا. أرمينيا عضو في مجلس أوروبا وعضو في شبكة مكافحة الفساد التابعة لمنظمة التعاون الاقتصادي والتنمية، وتقيّم إجراءات أرمينيا في مكافحة الفساد بصورة منتظمة ضمن آليات المراقبة الخاصة بها. 

## التقدم منذ عام 2018
منذ عام 2018، سجلت أرمينيا تقدمًا كبيرًا في محاربة الفساد. وفي عام 2021، احتلت أرمينيا المرتبة ال 58 من بين 180 بلدًا على مؤشر مدركات الفساد بعد أن حصلت على 49 نقطة من أصل 100 نقطة. يشير معدل 0 من النقاط (وتصنيف في المركز ال 180 إلى بلد يعتبر الفساد فيه منتشرًا بشدة ويشير معدل 100 (وتصنيف في المركز ال 1) إلى بلد لا يعاني من أي فساد. وبذلك، احتلت أرمينيا مرتبة في منتصف مؤشر مدركات الفساد في عام 2021، الذي كان معدله الوسطي العالمي عند 43 نقطة. 
ولرؤية مجريات تضاؤل الفساد في أرمينيا، احتلت البلاد المرتبة ال 60 على مؤشر مدركات الفساد السابق الذي صدر في عام 2020. واحتلت المرتبة ال 77 في عام 2019 والمرتبة 105 في عام 2018. وكان معدل ال 7 نقاط الذي حققته أرمينيا على المؤشر بين عامي 2019 و2020 ثاني أفضل تحسن على مستوى العالم. وفي مقارنة أجريت في عام 2020، اعتبرت أرمينيا (التي صنفت في المرتبة ال 60 على المؤشر في عام 2020) أنها دولة أقل فسادًا من البلدان المجاورة لها، أذربيجان (المرتبة 129) وإيران (المرتبة 149) وتركيا (المرتبة 86). وفي تلك الآونة كانت جورجيا تحتل المرتبة ال 45 على مؤشر مدركات الفساد في عام 2020. في عام 2021، سجلت أرمينيا نقاطًا أعلى من النقاط التي سجلتها دول مثل رومانيا وبلغاريا وكرواتيا.
أقرت أرمينيا والاتحاد الأوروبي اتفاقية الشراكة المطورة والشاملة بين أرمينيا والاتحاد الأوروبي في شهر مارس من عام 2021. وتضمنت الاتفاقية بنودًا لمكافحة الجريمة المنظمة والفساد وحماية حقوق الانسان وتطوير الديمقراطية بصورة أكبر في البلاد.
يمثل الجدول التالي معدل نقاط أرمينيا في مؤشر مدركات الفساد الدولي للشفافية، وكلما كان معدل النقاط أعلى يعتبر البلد أقل فسادًا.

## استراتيجية مكافحة الفساد
منذ 22 يناير من عام 2001، هدفت حكومة أرمينيا إلى تحقيق أقل درجة من الفساد في البلاد عبر تطوير استراتيجية لمكافحة الفساد، في حين كانت تطور خطة لتطبيقها عبر لجنة للتوجيه. شددت أرمينيا على محاربة الفساد وضمنت مشاركة العديد من المنظمات غير الحكومية والممثلين الحكوميين وغير الحكوميين ومؤسسات أخرى في مجال تعزيز مكافحة الفساد. ومن أجل بلوغ هدف القضاء على الفساد، تركز الحكومة على:
1. إقامة نظام إدارة عامة عادل يرتكز إلى حكم القانون.
2. الكشف عن أعمال الفساد والمسؤولية الحقيقية والتحقيق فيهما.
3. نشر الوعي حول أسباب الفساد والمسببات السلبية له.
4. منع إساءة معاملة الموظفين للفرد.
5. تعزيز قوانين معينة ضد الفساد.[10]

حدد البرنامج الأولويات في محاربة الفساد، والتي كانت نشر الوعي الشعبي حول الأخطار التي يشكلها الفساد على المجتمع وعواقبه، ومنع الفساد وتأكيد حكم القانون من أجل حماية الحقوق والمصالح الشرعية للأفراد.

## تطورات أولى
حسب تقرير منظمة الشفافية الدولية لعام 2014، يجعل الفساد المتفشي وشبكات المحسوبية القوية والافتقار إلى فصل واضح بين المشاريع الخاصة والمناصب العامة، وأيضًا، التداخل بين النخب السياسية والتجارية جهود تطبيق مكافحة الفساد في أرمينيا غير فعالة بشكل نسبي ويعزز اللامبالاة السياسية والشكوك من جانب المواطنين، الذي لا يرون لأنفسهم دورًا فعالًا في محاربة الفساد.
في عام 2006، ذكر برنامج الأمم المتحدة الإنمائي في أرمينيا أن الفساد في أرمينيا يشكل «تحديًا كبيرًا أمام تطور البلاد». وتتعزز فرص الفساد بسبب التطبيق الانتقائي للضرائب والذي يفتقر إلى الشفافية وبسبب الجمارك والقوانين التنظيمية وأيضًا التطبيق الضعيف لقرارات المحكمة. يتخلل نظام المشتريات الأرميني أمثلة عن طرح مناقصات غير عادلة ومحاباة في التعامل. وتشجع العلاقة بين الموظفين الحكوميين رفيعي المستوى والقطاع التجاري الخاص الناشئ حديثًا على استغلال النفوذ. وقد سرت أقاويل عن فشل الحكومة في تمويل تنفيذ استراتيجية مكافحة الفساد ولم تكرس سوى القليل من المال والالتزام لجهود مكافحة الفساد.
المؤسسات الرئيسية التابعة للحكومة الأرمنية في مكافحة الفساد هي مجلس مكافحة الفساد – يترأسه رئيس الوزراء- ولجنة الإشراف على استراتيجية مكافحة الفساد التي تأسست في يونيو من عام 2004 لتعزيز تنفيذ سياسة مكافحة الفساد. إلا أن هذه المؤسسات بالكاد كانت تعمل في عامي 2006 و2007، بالرغم من أنه كان من المفترض أن تجتمع مرتين كل 3 ثلاثة أشهر وشهريًا على التوالي. علاوة على ذلك، اتهم المجلس الأرمني لمكافحة الفساد بالإسراف في الإنفاق وفشل إلى حد كبير في التحقيق مع الموظفين الكبار أو مقاضاتهم. 
أطلق رئيس الوزراء الأرميني الراحل أندرانيك مارغاريان أول حملة في أرمينيا ما بعد الاتحاد السوفييتي لمحاربة الفساد في عام 2003. إلا أن الحملة قوبلت بازدراء واسع لكونها لم تحقق النتائج المطلوبة. وأقر رئيس الوزراء الأسبق تيغران سارجسيان أن الفساد في أرمينيا هو «المشكلة رقم 1 التي تعيق كافة الإصلاحات». 
كانت الحكومة قد أطلقت حملة لمكافحة الكسب غير المشروع ترافقت بتغييرات في التشريعات الجمركية وعمليات تفتيش الإدارة العامة للجمارك المبلغ عنها للشركات التي يملكها رجال أعمال مناصرون للحكومة إضافة إلى العديد من أعمال الطرد لأفراد كانوا يعملون في قسم الضرائب وإدارة الجمارك والشرطة. وقوبلت الحملة الأخيرة ضد الفساد بردود فعل مختلطة.

## المناطق

### التعدين
كانت تشريعات صناعة التعدين تحمل مخاطر فساد متنوعة حسبما أشار بحث دولي.

### التعليم
على الرغم من نجاح السلطات في التقليل من الفساد\الرشى الصغيرين ضمن بعض التفاعلات بين الحكومة والمواطنين، أشار تقرير لجنة رقابة مكافحة الفساد إلى أن تفشي الفساد وشبكات المحسوبية القوية والافتقار إلى فصل واضح بين المشاريع الخاصة والمناصب العامة، وأيضًا، التداخل بين النخب السياسية والتجارية يحد من التطبيق الفعال لجهود مكافحة الفساد. وكان لهذه المشكلات أثر أيضًا على النظام التعليمي الذي يعتبر أحد القطاعات الأكثر تضررًا من الفساد. عادت محاولات مواجهة هذه المشكلة بنتائج متفاوتة وغالبًا ما أتاحت فرصًا جديدة لسوء الممارسة بدلًا من القضاء على الفرص القائمة.

### الضريبة ووكالات الجمارك
في عام 2007، أشار اقتصاديو البنك الدولي إلى مشكلات جادة في حكم القانون وفساد متفشي في إدارة الضرائب الأرمنية وإدارة الجمارك الأرمنية.

### سوء التصرف بالقروض الدولية
في شهر مارس من عام 2004، توصلت لجنة مؤقتة للجمعية الوطنية كانت تحقق في استخدام قرض من البنك الدولي بقيمة 30 مليون دولار إلى أن سوء الإدارة والفساد بين موظفي الحكومة والشركات الخاصة كانا السبب وراء فشل برنامج تطوير البنى التحتية المائية المهترئة في ييريفان. منح البنك الدولي القرض في عام 1999 بهدف تحسين وصول سكان ييريفان إلى مياه الشرب. وعدت الحكومة ضمان إمدادات المياه ليلًا ونهارًا إلى الجزء الأعظم من الأسر بحلول عام 2004، إلا أنه حتى عام 2008 كانت المياه الجارية ما تزال لا تصل إلى معظم سكان المدينة سوى لساعات قليلة في اليوم.
كانت شركة فيوليا الفرنسية العملاقة للإمداد التي تولت تعويض خسائر المياه والصرف الصحي في ييريفان في عام 2006 قد ذكرت أنها ستحتاج إلى عقد لتنهي تقنين المياه. في شهر أغسطس من عام 2007، تحدث بروس تاسكر، وهو مهندس بريطاني في ييريفان كان قد شارك في التحقيق البرلماني بصفته أحد الخبراء، علنًا عن تورط لا الموظفين ورجال الأعمال الأرمن فحسب بل أيضًا تورط ممثلي البنك الدولي في ييريفان في سوء الاستخدام المزعوم للقرض. في مؤتمر صحفي أجري في 4 أكتوبر من عام 2007، نفى مدير مكتب البنك الدولي في ييريفان أريستومين فاروداكيس هذه التهم وادعى أن البنك الدولي كشف بشكل تام للجنة البرلمانية عن المعلومات المتاحة حول المشروع، وأنه استنادًا إلى هذه المعلومات لم يكن ثمة دليل على احتيال أو سوء إدارة ضمن المشروع. 

### استخدام غير مشروع لحق الاستيلاء العام
استخدمت قوانين حق الاستيلاء العام لإرغام السكان وأصحاب الأعمال التجارية وملاك الأراضي على مغادرة ملكياتهم. ولم تكن المشاريع المبنية على هذه المواقع لفائدة الدولة بل كانت مملوكة بشكل خاص من قبل السلطات ذاتها التي طبقت بند الاستيلاء العام. ومن أبرز الأمثلة تطوير منطقة الجادة الشمالية في ييريفان. ويشتمل مثال آخر على مشروع قائم (حتى نوفمبر 2008) على بناء مركز تجاري بالقرب من حديقة النباتات في ييريفان. وكان ملاك الأراضي الجدد عمدة ييريفان السابق ييرفاند زاخاريان ونائب العمدة كارين دافتيان التي كانت في الوقت نفسه تشغل منصب رئيسة وكالة التنمية الأرمنية ونفذت بنجاح أمر الإخلاء القسري لسكان الجادة الشمالية.